# Networked Transport of RTCM via Internet Protocol
Networked Transport of RTCM via Internet Protocol (Ntrip) ist die Bezeichnung für eine mittlerweile durch das Radio Technical Commission for Maritime Services (RTCM) standardisierte Methode, Differential-GPS-Daten (DGPS) über das Internet zu verteilen. Ntrip wurde im September 2004 als „RTCM Recommended Standards for Networked Transport of RTCM via Internet Protocol (Ntrip), Version 1.0“ freigegeben. Obwohl es ursprünglich nur als Mittel zum Transport von RTCM (ein DGPS-Format) gedacht war, wird das Format heutzutage für eine Vielzahl von navigationsbezogenen Daten verwendet. NTRIP ist ein Echtzeitkinematik-Korrekturübertragungsprotokoll.
Ntrip basiert auf dem Hypertext Transfer Protocol HTTP/1.1 und erlaubt damit eine relativ einfache Nutzung auch in sehr restriktiven Netzwerksegmenten (Intranet, Firewall, …). Die Einfachheit des Protokolls und die Offenlegung der Programm-Quelltexte haben zu einer breiten Akzeptanz geführt. Entwickelt wurde Ntrip vom deutschen Bundesamt für Kartographie und Geodäsie (BKG, Frankfurt am Main) und dem Informatik Centrum Dortmund.
Die Datenübertragung von DGPS-Korrekturen und anderen geodätischen Daten über das Internet löst schrittweise andere Methoden, wie z. B. RASANT ab. Ein Hauptgrund dafür ist die hohe Flexibilität in Verbindung mit sinkenden Kosten (insbesondere im Mobilfunk-Bereich).
Der Satellitenpositionierungsdienst der deutschen Landesvermessung (SAPOS) bietet Korrekturdaten über Ntrip an.
Nach Beschluss des Arbeitskreises Raumbezug der deutschen Arbeitsgemeinschaft der Vermessungsverwaltungen der Länder (AdV) ist als Schreibweise nicht mehr „NTRIP“, sondern „Ntrip“ zu verwenden.